# Bad Kids of Crestview Academy
Bad Kids of Crestview Academy è un film del 2017 diretto da Ben Browder. È il sequel del film Bad Kids Go to Hell del 2012. La sceneggiatura, basata sulla graphic novel Bad Kids Go 2 Hell di Barry Wernick, è stata scritta dallo stesso Wernick e James R. Hallam. Il film è interpretato da Sammi Hanratty, Colby Arps, Sophia Taylor Ali, Erika Daly, Matthew Frias, Sean Astin, Gina Gershon, Ben Browder, Sufe Bradshaw e Cameron Deane Stewart.